# مرگ یک دکتر
مرگ یک دکتر (به هندی: Ek Doctor Ki Maut) فیلمی محصول سال ۱۹۹۰ و به کارگردانی تاپان سینها است. در این فیلم بازیگرانی همچون پانکاج کاپور، شبانه اعظمی، آنیل چاترجی، عرفان خان، دیپا ساهی ایفای نقش کرده‌اند.